# Argentino Geronazzo

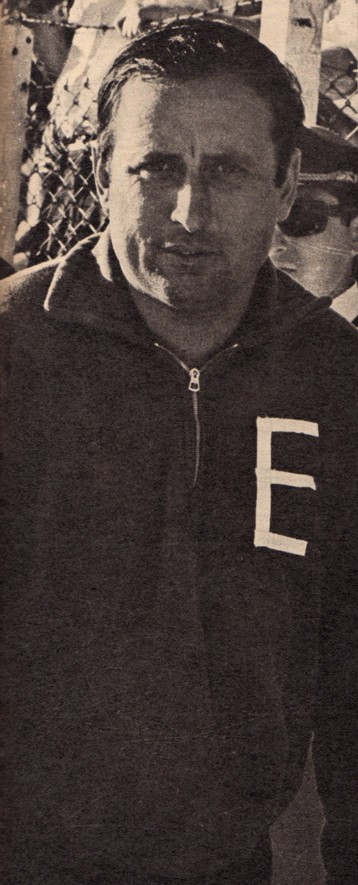
Argentino Geronazzo.

Argentino Geronazzo (Buenos Aires, 1 de febrero de 1931 - 19 de mayo de 1992) fue un jugador y entrenador de fútbol argentino.
Inició en las inferiores de Vélez Sarsfield como volante central en donde llegó a jugar en Primera División. En el equipo de Liniers jugó desde 1952 a 1954, 13 partidos y convirtió 13 goles. Luego pasó al SSC Napoli de Italia para volver al Argentino de Quilmes en 1958.
Integró el plantel del "Mate" de 1958 y 1959 que disputó el Torneo de la 2ª División de Ascenso. Con la celeste y blanca jugó 28 partidos y marcó 1 gol (el 9 de mayo de 1959, frente a Flandria en Cancha de Quilmes en el triunfo Mate por 4 a 2).
Cabe destacar que Argentino de Quilmes, tanto en la temporada 1958, como en 1959 obtuvo consecutivamente el subcampeonato de la 2ª División de Ascenso.
Geronazzo trascendió en el mundo del fútbol como entrenador. Fue un técnico innovador, con inquietud por la táctica, fue uno de los primeros que comenzó a pensar en el rival, por eso mandaba a espiar a los equipos contrarios, algo totalmente desusado por aquel entonces. Dirigió numerosos equipos de Primera, trabajó en el Cuerpo Técnico de la Selección Nacional encabezado por Osvaldo Zubeldía en 1966 y armó el equipo de Chacarita Jrs. que obtuvo el campeonato Metropolitano 1969 pero dejó el cargo a principios de año siendo reemplazado por Federico Pizarro.
Además, se convirtió en uno de los grandes teóricos del fútbol ya que es autor de varios libros sobre técnica y táctica del balompié. Entre los títulos más conocidos se encuentran Táctica y Estrategia del Fútbol escrito en compañía de Osvaldo Zubeldia, y Como ver un partido de fútbol, escrito en soledad. 

## Anécdotas
Geronazzo fue un personaje singular y sus anécdotas lo pintan de cuerpo entero. Tal es así que en una oportunidad, el hombre sintió que el fútbol lo tenía cansado y entonces decidió que sólo iba a dirigir en clubes que estuvieran en un radio no mayor a 30 cuadras de su casa para poder dormir la siesta. Entonces tomó un mapa de Buenos Aires y con un compás trazó un círculo de treinta cuadras de radio, haciendo centro en su domicilio. Cada vez que lo venían a ver, consultaba el mapa. Si alguien le hacía un ofrecimiento y estaba a más de la "distancia mínima” le agradecía a los dirigentes y les decía “Lo siento, pero no puedo aceptar”, sin dar más detalles.
A raíz del título que Chacarita obtuvo en el 69 y siendo el factótum de aquel palmar, un periodista le preguntó a Argentino Geronazzo sobre la receta del éxito. A lo que el DT contestó 

"La primera vez que los vi me dije… Ningún equipo puede jugar bien si tiene más de 30% de bobos...bajé el porcentaje y fuimos campeones..."

Otra de Geronazzo. Dirigía a Chacarita en una jornada en que su equipo jugaba en forma horrible. Al finalizar el Primer Tiempo encaró a los jugadores. Les pidió que se calmaran y para bajar la tensión les dijo que jugaran tranquilos “para divertirse”. E insistió, “No les pido que ganen sino que traten bien la pelota y procuren reivindicarse del desastre que hicieron en la primera parte. Nada de apretar los dientes, quiero que se suelten, que jueguen”. Al dejar el vestuario para ir a la cancha se cruzaron con el presidente del club que, para alentarlos les gritó “Vamos Chaca, garra y corazón”. Geronazzo lo increpó indignado y le preguntó “¿Quién es usted para darle instrucciones a los jugadores?”. El sorprendido dirigente le contestó: “No les di instrucciones, sólo les dije que pusieran corazón”. “Justamente -replicó el técnico- es todo lo contrario a lo que les pedí yo”. Chacarita dio vuelta el resultado: ganó 3-2.
Un día lo llamaron de Independiente de Avellaneda, era un día muy caluroso y Geronazzo fue en camisa. Conversó en la sede con los directivos y a los dos o tres días lo llamaron y le comunicaron que no lo iban a contratar. Geronazzo preguntó el motivo. "Y... no lo vamos a contratar porque usted vino a la reunión en mangas de camisa...", explicó el dirigente Y Geronazzo respondió: "¿Cómo querían que fuera? ¿Con saco, corbata y sobretodo?". Posteriormente estuvo como técnico en Independiente, le faltaban elementos, todos los días Geronazzo reclamaba lo que necesitaba. Especialmente, veinte pelotas para entrenamiento. Siempre le daban diez. Cada vez que reclamaba le daban las mismas diez. Un día se cansó. Agarró las diez pelotas, las pateó a las vías del ferrocarril y se fue. Nunca más se volvió a ver por el club.
lo llamó un dirigente, para ofrecerle la selección Argentina. Eran las dos de la tarde. Geronazzo atendió el ofrecimiento, y le contestó: "No, doctor, por favor... Conversemos otro día y a otra hora. En este momento estoy haciendo la siesta."
Geronazzo dirigió a Gimnasia y Esgrima de La Plata. Perdieron un partido en La Plata y antes de salir del vestuario les avisaron que afuera los esperaba la barra brava del club. El técnico les dijo entonces: "Muchachos, sólo nos puede salvar una cosa. Salgamos todos juntos y les damos una buena tunda...". Dicho y hecho. Geronazzo salió al frente seguido por sus jugadores y corrieron a los hinchas a lo largo de varias cuadras. Otra vez, los hinchas “triperos” lo persiguieron hasta la estación de La Plata y al verlo solo lo rodearon. Ellos no sabían que Geronazzo sabía karate. Lo supieron cuando se puso de espaldas a la pared, empezó a meter planazos y comenzaron a volar hinchas.
Dirigía a Deportivo Morón y un día les anunció a sus jugadores: "Esta semana se portaron mal y están todos sancionados. Como castigo van a tener que jugar contra Estudiantes de La Plata". Estudiantes se estaba preparando para una final de Copa y Zubeldía le había pedido un partido de entrenamiento.
Geronazzo estaba en Chacarita y se le acercó un jugador para pedirle un permiso para después de un partido, quería tomarse un día más de descanso. "Como no", le dijo Geronazzo, "vaya, y no vuelva más". Una tarde que Chacarita protagonizaba un encuentro muy malo se fue de la cancha. Recién apareció cuando terminó el partido. Otra vez que Chaca jugaba por el promocional contra un equipo sanjuanino, viendo que el partido era muy aburrido, se acostó a dormir en el banco de los suplentes.